# Thomas Hedberg
Thomas Hedberg  was een Brits zeiler.
Tijdens de Olympische Zomerspelen 1920 stonden er zestien onderdelen op het programma, waaronder de 18 voet jol. Hedberg schreef is samen met zijn ploeggenoot Francis Richards als enige in voor dit onderdeel.  Volgens Britse bronnen kwamen zij niet aan de start en volgens andere bronnen kregen zij materiaalpech en haalde de finish niet, in beiden gevallen zouden zij geen recht hebben op een gouden medaille. De website van het IOC vermeld Hedberg wel als winnaar van een gouden medaille. 

## Olympische Zomerspelen
| Jaar | Plaats    | Resultaten  |
| ---- | --------- | ----------- |
| 1920 | Antwerpen | 18 voet jol |